# Аналитичка машина
Аналитичка машина је други модел рачунарске машине Чарлса Бебиџа. Иако ни аналитичка машина није завршена током његовог живота као ни претходни модел познат као диференцијална машина оне су свакако донеле велики преокрет у развоју рачунара. Диференцијална машина је била намењена за рачунање са четири основне аритметичке операције: сабирање, одузимање, множење и дељење. Аналитичка машина је много више еволуирала и била је ближа модерном концепту рачунара. Она је била намењена за налажење вредности сваког математичког израза за који знамо како да га израчунамо, то јест редослед операција које треба извршити: алгоритме.